# Metazachlor
Metazachlor ist ein 1:1-Gemisch von zwei atropisomeren chemischen Verbindungen aus der Gruppe der Chloracetamide, wie auch Alachlor und Metolachlor. Das Herbizid wirkt durch Hemmung der Fettsäuresynthese und wurde 1976 von BASF auf den Markt gebracht.
Metazachlor stand im Mittelpunkt eines Rechtsstreits zwischen der Feinchemie Schwebda und BASF.

## Gewinnung und Darstellung
Metazachlor kann durch Reaktion von 2,6-Dimethylanilin mit Chloressigsäurechlorid und anschließend mit Paraformaldehyd, einem Chlorierungsmittel sowie Pyrazol hergestellt werden.

## Verwendung
Metazachlor wird als selektives Vorlaufherbizid gegen Ungräser im Kohl-, Tabak-, Raps- und Kartoffelanbau verwendet.

## Zulassung
Der Wirkstoff ist in der EU zugelassen. In Deutschland, Österreich und in der Schweiz sind Pflanzenschutzmittel-Produkte mit dem Wirkstoff Metazachlor im Handel erhältlich.

## Handelsnamen
- Bredola, Butisan, Fuego, Sultan